# Mika Kuusisto
Mika Juhani Kuusisto (ur. 13 grudnia 1967 w Jurva) – fiński biegacz narciarski, brązowy medalista olimpijski i brązowy medalista mistrzostw świata.

## Kariera
Igrzyska olimpijskie w Albertville w 1992 r. były pierwszym i ostatnimi w jego karierze. Finowie w składzie: Mika Kuusisto, Harri Kirvesniemi, Jari Räsänen i Jari Isometsä zdobyli brązowy medal w sztafecie 4 × 10 km. W swoim najlepszym indywidualnym starcie, na 50 km techniką dowolną, zajął 23. miejsce. Startował także na mistrzostwach świata w Val di Fiemme w 1991 r. W indywidualnych startach zajął 19. miejsce w biegu na 10 km techniką klasyczną oraz 24. miejsce w biegu na 30 techniką klasyczną. Na tych samych mistrzostwach Finowie w tym samym składzie co na igrzyskach w Albertville również zdobyli brązowy medal w sztafecie. Był także między innymi mistrzem Finlandii w biegu na 50 km techniką dowolną w 1990 r. oraz w biegu pościgowym w 1991 r.
Najlepsze wyniki w Pucharze Świata uzyskał w sezonie 1991/1992, kiedy to zajął 36. miejsce w klasyfikacji generalnej. Nigdy nie stanął na podium zawodów Pucharu Świata. W 1999 r. zakończył karierę.
Jego żona Merja Lahtinen również reprezentowała Finlandię w biegach narciarskich.

## Osiągnięcia

### Igrzyska olimpijskie
| Miejsce | Dzień     | Rok  | Miejscowość | Konkurencja             | Czas biegu | Strata  | Zwycięzca     |
| ------- | --------- | ---- | ----------- | ----------------------- | ---------- | ------- | ------------- |
| 26.     | 10 lutego | 1992 | Albertville | 30 km stylem klasycznym | 1:22:27,8  | +6:17,8 | Vegard Ulvang |
| 3.      | 18 lutego | 1992 | Albertville | Sztafeta 4 × 10 km      | 1:39:26,0  | +1:56,9 | Norwegia      |
| 23.     | 22 lutego | 1992 | Albertville | 50 km stylem dowolnym   | 2:03:41,5  | +9:27,8 | Bjørn Dæhlie  |

### Mistrzostwa świata
| Miejsce | Dzień     | Rok  | Miejscowość   | Konkurencja             | Czas biegu | Strata  | Zwycięzca    |
| ------- | --------- | ---- | ------------- | ----------------------- | ---------- | ------- | ------------ |
| 24.     | 7 lutego  | 1991 | Val di Fiemme | 30 km stylem klasycznym | 1:16:12,4  | +3:11,3 | Gunde Svan   |
| 19.     | 11 lutego | 1991 | Val di Fiemme | 10 km stylem klasycznym | 25:55,0    | +1:10,0 | Terje Langli |
| 3.      | 15 lutego | 1991 | Val di Fiemme | Sztafeta 4 × 10 km      | 1:39:47,3  | +2:24,7 | Norwegia     |

### Mistrzostwa świata juniorów
| Miejsce | Dzień     | Rok  | Miejscowość | Konkurencja             | Wynik     | Strata  | Zwycięzca           |
| ------- | --------- | ---- | ----------- | ----------------------- | --------- | ------- | ------------------- |
| 16.     | 13 lutego | 1986 | Lake Placid | 10 km stylem klasycznym | 26:58,3   | +1:35,8 | Giennadij Łazutin   |
| 3.      | 15 lutego | 1986 | Lake Placid | Sztafeta 3 × 10 km      | 1:23:19,4 | +1:13,7 | ZSRR                |
| 24.     | 17 lutego | 1986 | Lake Placid | 30 km stylem dowolnym   | 1:18:12,8 | +6:51,3 | Giennadij Łazutin   |
| 2.      | 4 lutego  | 1987 | Asiago      | 10 km stylem klasycznym | 27:19,5   | +11,9   | Gierman Karaczewski |
| 9.      | 6 lutego  | 1987 | Asiago      | Sztafeta 3 × 10 km      | 1:14:13,9 | +2:56,8 | ZSRR                |
| 13.     | 8 lutego  | 1987 | Asiago      | 30 km stylem dowolnym   | 1:13:41,2 | +3:36,9 | Kalikan Nagombajew  |

### Puchar Świata

#### Miejsca w klasyfikacji generalnej
- sezon 1989/1990: 60.
- sezon 1990/1991: 37.
- sezon 1991/1992: 36.
- sezon 1992/1993: 79.
- sezon 1995/1996: 73.

#### Miejsca na podium
Mika Kuusisto nigdy nie stawał na podium zawodów Pucharu Świata.